# Gare d'Hellebecq
La gare d'Hellebecq est une ancienne halte ferroviaire belge de la ligne 94, de Hal à Tournai (frontière) située à Hellebecq, dans la commune de Silly, en région wallonne dans la province de Hainaut.
Elle est mise en service en 1912 par les Chemins de fer de l’État belge et ferme à tous trafics en 1984.

## Situation ferroviaire
Jusqu'à sa fermeture en 1984, la gare d'Hellebecq se trouvait au point kilométrique (PK) 27,4 de la ligne 94, de Hal à Tournai (frontière), entre les gares fermées de Bassilly et de Ghislenghien.

## Histoire
Le point d'arrêt d'Hellebecq est inauguré le 1er juillet 1912 par l’Administration des chemins de fer de l’État belge (future SNCB) sur une section de la ligne 94 en service depuis 1866.
Il n'y avait pas de bâtiment sur le site à part une maison de garde-barrière et peut-être un abri de quai.
Fermée lors de la Première Guerre mondiale, elle ne rouvre pas avant 1921.
La SNCB, arguant du déclin du trafic des voyageurs, prévoit en 1982 supprimer la plupart des gares de la ligne 94, dont celle d'Hellebecq. Elles disparaissent avec l'instauration du plan IC-IR, le 3 juin 1984.